# Wang Yu-chi
Wang Yu-chi (en chino tradicional, 王郁琦; pinyin, Wáng Yùqí; Wade-Giles, Wang2 Yü4-chʻi2, Taiwán, 4 de agosto de 1969) es un político del Kuomintang, el partido nacionalista de la República de China. Ha desempeñado el cargo de ministro del Consejo de Asuntos de China Continental desde el 28 de septiembre de 2012 hasta el 10 de febrero de 2015 cuando dimitió por la retirada de los cargos de espionaje presentados contra Chang Hsien-yao. Wang es el primer funcionario gubernamental de nivel ministerial de la República de China en visitar China continental tras el final de la guerra civil china en 1950.

## Educación
Wang se licenció en Derecho por la Universidad Nacional de Taiwán. (UNT). Durante su tercer año de universidad en la UNT, viajó a Singapur para participar en la final del debate anual de universidades asiáticas organizado por la entonces Singapore Broadcasting Corporation. Como miembro del equipo de la UNT, Wang argumentó de forma persuasiva contra su oponente de grupo de la Universidad de Nankín, diciendo que "la coexistencia de la humanidad en paz es un ideal imposible". Su equipo ganó. Wan después continuó con su maestría en Derecho en la Universidad de Indiana, en los Estados Unidos.

## Consejo de Asuntos de China Continental de la República de China

### Prueba de identificación de líderes chinos
En octubre de 2012, tras poco menos de una semana de su nombramiento como ministro, Wang fue sometido a una prueba para identificar a los líderes chinos del Comité Permanente del Politburó del Partido Comunista de China por Tsai Chi-chang, miembro del Partido Progresista Democrático en el Yuan Legislativo. Sólo consiguió identificar a Hu Jintao y a Xi Jinping, pero no lo hizo con los otros siete líderes.

### Nuevo pasaporte de la República Popular China
Tras la emisión de la nueva versión del pasaporte chino en mayo de 2012, en la que aparecen los icónicos puntos de referencia de Taiwán, el Lago de Sol y Luna y el Acantilado Chingshui, junto con los icónicos puntos de referencia de China, la plaza de Tiananmén y la Gran Muralla china, Wang dijo que la Fundación de Intercambio del Estrecho había escrito a la Asociación para las Relaciones a través del Estrecho de Taiwán en diciembre de 2012 para explicar el asunto, diciendo que este incidente podría perjudicar el buen desarrollo de las relaciones a través del estrecho. Sin embargo, la respuesta de Taiwán a este asunto es la más indulgente que la de cualquier otro país representado en el pasaporte.

### Nuevo nombramiento del director de la Oficina de Asuntos de Taiwán
Con el recién nombrado director de la Oficina de Asuntos de Taiwán del Consejo de Estado Zhang Zhijun en marzo de 2013, Wang dijo que Zhang es bienvenido a visitar Taiwán en el momento oportuno, con la capacidad adecuada y cuando se den todas las condiciones, porque el predecesor de Zhang, Wang Yi, nunca tuvo la oportunidad de visitar Taiwán durante su mandato.

### Oficinas de representación recíproca a través del Estrecho
A mediados de abril de 2013, con el plan de Straits Exchange Foundation (SEF) el establecimiento de una sucursal en China y su homóloga Asociación para las Relaciones a través del Estrecho de Taiwán (ARATS) en Taiwán, Wang dijo que la oficina se encargará del comercio, los asuntos consulares, los intercambios culturales, la protección y la asistencia de emergencia para taiwaneses que residen en China. Sin embargo, subrayó que tanto la oficina del SEF como la del ARATS no son oficinas oficiales del gobierno, y desean evitar la percepción errónea del público de que las relaciones entre Taiwán y China son una relación de estado a estado.
Añadió que en la fase inicial, Taiwán establecerá tres sucursales del SEF en China, que se encuentran: en Pekín, en el centro de China y en el sur de China. El plan es establecer hasta cinco sucursales del SEF. En cuanto a las sucursales del SEF en Taiwán, no permitirá que Pekín establezca oficinas del SEF en todas las Divisiones administrativas de la República de China.
A finales de junio de 2013, cuando se le preguntó si Wang podía abrir las oficinas de la SEF propuestas en China, dijo que mientras las autoridades chinas puedan dirigirse a él con su título ministerial formal, entonces no tiene ningún problema con eso, nada de que esto no es una cuestión personal, sino que él es el funcionario designado formalmente por el gobierno de la República de China, por lo tanto está representando a Taiwán.

### Incidente de tiroteo a pescadores taiwaneses
Tras el incidente del disparo a un pescador taiwanés por parte de un buque del gobierno de Filipinas el 9 de mayo de 2013 en las aguas en disputa del Mar de la China Meridional, el presidente filipino Benigno Aquino III dijo que este asunto sería tratado por la Oficina Económica y Cultural de Manila en Taipéi de acuerdo con la política de una sola China. Wang respondió que esta disputa es entre Filipinas y Taiwán. No tiene nada que ver con la política de una sola China.
Al comentar la expresión de apoyo de Pekín a Taiwán porque éste forma parte de China, Wang les agradeció y apreció el apoyo y la oferta, pero les deseó que se mantuvieran al margen de esta disputa porque complicaría más las cosas si China se involucrara, informó MAC a la Oficina de Asuntos de Taiwán.

### Acuerdo de comercio de servicios a través del Estrecho de 2013
Al comentar del recientemente firmado Acuerdo comercial de servicios a través del estrecho de Taiwán entre ARATS y SEF en Shanghái a finales de junio de 2013, hablando en un foro en la ciudad de Hualien, Wang dijo que el pacto ayudará a los empresarios taiwaneses a llegar más lejos en el mercado chino y que beneficiará en gran medida a los taiwaneses que hacen negocios en China y que este pacto permitirá a los taiwaneses allí estar en ventaja sobre otros competidores extranjeros. Además, añadió que el pacto es un componente importante del Acuerdo Marco de Cooperación Económica y que todas las concesiones que las autoridades chinas han hecho a las empresas taiwanesas son mayores que las que se hacen a otros países extranjeros.

### Visita a Macao
A finales de agosto de 2013, Wang visitó Macao, su primera visita tras asumir el cargo de ministro de MAC. Durante su visita, se reunió con el Jefe Ejecutivo de Macao, Fernando Chui, siendo la primera vez que se produce un encuentro de este tipo entre ambos dirigentes. Ambos se refirieron al otro por su título oficial.
Los dos ministros trataron temas de educación y turismo. Chui planteó la cuestión de cuándo Taiwán reconocerá los títulos escolares expedidos en Macao, a lo que Wang respondió positivamente. Wang también agradeció al Gobierno de Macao por el buen trato y el respeto que recibió durante su estancia en Macao desde su llegada al Aeropuerto Internacional de Macao.
Wang también visitó la Oficina Económica y Cultural de Taipéi en Macao por primera vez desde que la oficina de representación de la República de China pasó a llamarse TECO, en consonancia con el resto de oficinas de representación de la República de China en todo el mundo, desde el 19 de julio de 2011. También visitó las zonas históricas de Macao.

### 2013 APEC Indonesia
En octubre de 2013, en el vestíbulo de un hotel al margen de las reuniones de APEC Indonesia 2013 en la isla Indonesia de Bali, Wang se reunió con Zhang Zhijun, un encuentro histórico por primera vez entre el líder de la Oficina de Asuntos de Taiwán y el líder del Consejo de Asuntos del Continente, en el que ambos se dirigieron por el título oficial de cada uno. Ambos pidieron el establecimiento de un mecanismo de diálogo regular entre sus dos organismos para mejorar el entendimiento mutuo y facilitar las relaciones a través del Estrecho. Wang también fue invitado por Zhang a visitar China.
Según el Consejo de Asuntos del Continente, al dirigirse el uno al otro por su título ministerial, tanto Wang como Zhang habían mostrado la "no negación mutua" de la autoridad de cada parte para gobernar y profundizado el respeto mutuo entre ellos. El presidente Ma Ying-jeou, a través del portavoz de la Oficina Presidencial, expresó su gratificación, reiterando que las dos partes no se niegan mutuamente la autoridad para gobernar. La reunión entre Wang y Zhang también supuso un buen comienzo para la normalización de las interacciones oficiales a través del estrecho de Taiwán.

### Reunión entre Wang Yu-chi y Zhang Zhijun

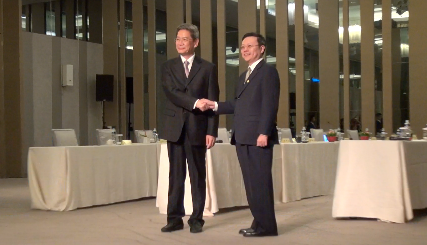
Zhang Zhijun visita a Taiwán para reunirse con Wang Yu-chi.

El 11 de febrero de 2014, Wang se reunió con Zhang en Nankín, en el primer contacto oficial de alto nivel entre ambas partes desde 1949. La reunión tuvo lugar en el Palacio Púrpura de Nankín. Nankín fue la capital de la República de China durante el periodo en que ésta gobernó realmente la China continental. Durante la reunión, Wang y Zhang acordaron establecer un canal de comunicación directo y regular entre ambas partes para el futuro compromiso bajo el Consenso de 1992. También acordaron encontrar una solución para la cobertura del seguro médico de los estudiantes taiwaneses que estudian en China continental, establecer de forma pragmática oficinas de la «Straits Exchange Foundation y de la Association for Relations Across the Taiwan Straits» en sus respectivos territorios y estudiar la viabilidad de permitir las visitas a las personas detenidas una vez establecidas estas oficinas. Antes de estrechar la mano, Wang se dirigió a Zhang como "director de la OAT, Zhang Zhijun" y Zhang se dirigió a Wang como "Ministro Wang Yu-chi", sin mencionar el nombre de "Consejo de Asuntos Continentales". Sin embargo, la Agencia de Noticias Xinhua de China continental se refirió a Wang como el "Funcionario Responsable del Consejo de Asuntos Continentales de Taiwán" (en chino tradicional, 台湾方面大陆委员会负责人; pinyin, Táiwān Fāngmiàn Dàlù Wěiyuánhuì Fùzé Rén) en sus noticias en chino y como "Jefe de Asuntos del Continente de Taiwán" en sus noticias en inglés.
Del 25 al 28 de junio de 2014, Zhang realizó una visita retrospectiva a Taiwán.

### Reunión con el jefe de la ARATS
El 27 de febrero de 2014, Wang se reunió con Chen Deming, presidente de la Asociación para las Relaciones a través del Estrecho de Taiwán|ARATS, en Taipéi. Se trata de la primera reunión entre el jefe del MAC y la ARATS. Chen se refirió a Wang como "Ministro Wang". Wang dijo que esperaba trabajar estrechamente con Chen. Chen también dijo que la reciente Reunión Wang-Zhang en Nankín traería consigo una mejora de las relaciones a través del estrecho.

## Biografía

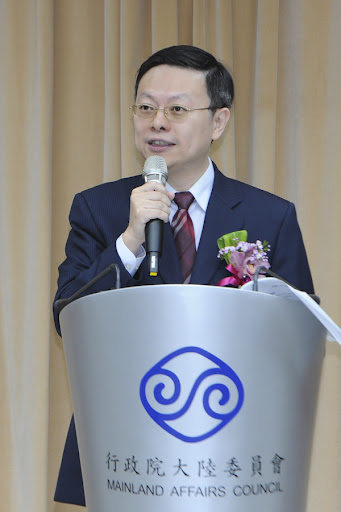
Wang Yu-chi en noviembre de 2013

Wang Yu-chi nació en Taiwán el 4 de agosto de 1969.
En octubre de 2012, tras aproximadamente una semana tras su nombramiento como ministro, Wang identificó a los líderes chinos de la Lista de distribución histórica del Comité Permanente del Partido Político Comunista de China por Tsai Chi-chang, miembro del Partido Democrático Progresista en la Legislación de Yuan. Sólo logró identificar a Hu Jintao y a Xi Jinping y no lo hizo con los otros siete líderes.
Después de la publicación de una nueva versión del pasaporte chino en mayo de 2012 que cuenta con una identificación icónica de Taiwán de Sun Moon Lake y del acantilado Chingshui, junto con lugares emblemáticos de China de la plaza de Tiananmén y de la Gran Muralla china, Wang dijo a la Straits Exchange Foundation que había escrito a la Asociación para las Relaciones a través del Estrecho de Taiwán en diciembre de 2012 para explicar el asunto, diciendo que este incidente podría perjudicar el buen desarrollo de las relaciones a través del Estrecho. La respuesta de Taiwán a este asunto fue, sin embargo, más indulgente que hacia otros países representados en el pasaporte.
El primer encuentro realizado entre ministros de China y Taiwán tras haber perdido las elecciones el Gobierno del Partido Nacionalista Kuomintang, en China continental y se exiliase en la isla en 1949 se celebró en Nankín el 15 de febrero de 2014 con Wang Yu-chi, por Taiwán, y el propio Zhang Zhijun por China como principales protagonistas.
Wang y Zhang, como primeros ministros del Consejo de Asuntos de China Continental y de la Oficina de Asuntos de Taiwán, respectivamente, volvieron reunirse en Taiwán, en junio de 2014 y en enero de 2015, en medio de grandes protestas de la oposición del acercamiento económico y político a China.
Tras la dimisión de Wang Yu-chi, el 16 de febrero de 2015, y su sustitución por el actual ministro del Consejo de Asuntos de China Continental, Andrew Hsia, no se han celebrado más reuniones ministeriales bilaterales.
China y Taiwán, con sus grandes discusiones sobre la disputa de la soberanía, no mantienen lazos oficiales y hasta 2014 no habían comunicaciones internas gubernamentales directas sino que los asuntos entre los dos territorios se realizaban a través de dos organismos autónomos delegados por los gobiernos.
Wang Yu-chi, dimitió de todos sus cargos el 10 de febrero de 2015 tras ser declarado inocente por el tribunal uno de sus subordinados por los cargos de espiar para Pekín.

## Visión sobre las relaciones a través del estrecho

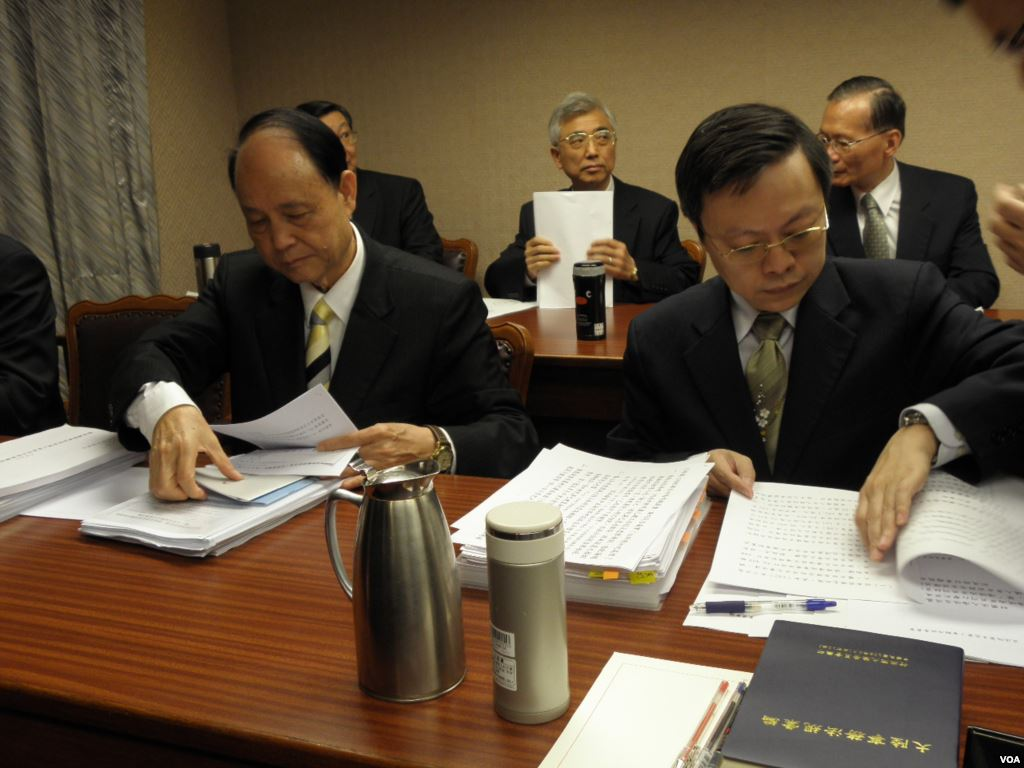
Lin Join-sane junto a Wang Yu-chi

Wang declaró en marzo de 2013 que su opinión sobre las relaciones a través del estrecho es que, aunque tanto Taiwán como China continental comparten una estrecha relación en términos de cultura y etnicidad, en cuanto a la democracia, los derechos humanos y el estado de derecho, ambos tienen posturas contrapuestas.
A principios de mayo de 2013, Wang declaró que si la RPC estaba dispuesta a retirar todos los misiles que apuntan a Taiwán de forma voluntaria, sería un gesto de buena voluntad que Pekín podría mostrar a Taipéi, ya que no necesita una negociación a través del estrecho para llevarse a cabo, solo la voluntad por parte de la China continental. Añadió también que deseaba que se produjeran visitas de intercambio de líderes de ambos lados del estrecho de Taiwán y en las que ambas partes se dirigieran la una a la otra utilizando su capacidad oficial formal.
A mediados de junio de 2013, Wang subrayó la postura del Gobierno de la República de China de que la política de una sola China que han estado abrazando es la República de China. Como Estado soberano e independiente, las relaciones a través del estrecho de Taiwán son las relaciones entre las dos partes de la República de China, que son la zona de Taiwán y la zona del continente. La relación se basa en el consenso de 1992, de que sólo hay una China, y que China es la República de China.